# Ron Bonham
Ronald D. "Ron" Bonham (Muncie, Indiana, 31 de maig de 1942-16 d'abril de 2016) va ser un jugador de bàsquet nord-americà que va jugar durant dues temporades en l'NBA i una més en l'ABA. Amb 1,96 metres d'alçada, ho feia en la posició d'aler.

## Trajectòria esportiva

### Universitat
Va jugar durant quatre temporades amb els Bearcats de la Universitat de Cincinnati, en les quals va obtenir una mitjana de 19,6 punts i 5,8 rebots per partit. El 1962 va guanyar el títol de campió de la NCAA després de derrotar els Ohio State Buckeyes en la final per 71-59, en un partit en el qual va anotar 10 punts i va aconseguir 6 rebots. L'any següent van repetir en la final universitària, però aquesta vegada van caure davant Loyola Ramblers per 2 punts en la pròrroga, 60-58. Bonham va ser el màxim anotador del partit, amb 22 punts, sent inclòs en el millor quintet del campionat. En 1963 va ser inclòs al primer quintet de l'All-American, i en 1964 en el segon. Va acabar la seva carrera com a màxim anotador històric de la seva universitat, amb 2.023 punts.

### Professional
Va ser triat en la divuitena posició del Draft de l'NBA de 1964 per Boston Celtics, on va jugar dues temporades com a tercer ràfec després de Tom Sanders i Larry Siegfried, aconseguint en ambdues l'anell de campió de l'NBA. En 1965 van derrotar a Los Angeles Lakers en la final, aportant Bonham 7,4 punts i 2,1 rebots per partit, mentre que en 1966 es van trobar amb el mateix oponent en les Finals, derrotant-los en aquesta ocasió per 4-3, amb 5,2 punts i 0,9 rebots de Bonham.
L'any següent va ser inclòs en el draft d'expansió, sent triat per Chicago Bulls, que no van comptar amb els seus serveis, fitxant com agent lliure pels Indiana Pacers de l'ABA. Allí només va jugar una temporada com a suplent, obtenint una mitjana de 5,8 punts i 1,4 rebots per partit.

#### Estadístiques en l'NBA

##### Temporada regular
| Temporada | Edat | Equip          | Lliga | P   | TIT | MIN  | TC  | TCA | %TC  | 3P  | 3PA | %3P  | TL  | TLA | %TL  | R.of. | R.DEF. | REB | ASIS | ROB | TAP | PER | FP  | PTS |
| 1964-65   | 22   | Boston Celtics | NBA   | 37  |     | 10.0 | 2.5 | 5.9 | .414 |     |     |      | 2.5 | 3.0 | .821 |       |        | 2.1 | 0.5  |     |     |     | 0.9 | 7.4 |
| 1965-66   | 23   | Boston Celtics | NBA   | 39  |     | 8.0  | 1.9 | 5.3 | .367 |     |     |      | 1.3 | 1.6 | .852 |       |        | 0.9 | 0.3  |     |     |     | 0.7 | 5.2 |
| 1967-68   | 25   | Indiana Pacers | ABA   | 42  |     | 10.1 | 1.9 | 5.0 | .381 | 0.0 | 0.0 | .000 | 2.0 | 2.5 | .810 |       |        | 1.4 | 0.3  |     |     | 0.8 | 0.9 | 5.8 |
| Total     |      |                | TOTAL | 118 |     | 9.4  | 2.1 | 5.4 | .388 | 0.0 | 0.0 | .000 | 1.9 | 2.4 | .824 |       |        | 1.4 | 0.4  |     |     | 0.8 | 0.8 | 6.1 |
|           |      |                | NBA   | 76  |     | 9.0  | 2.2 | 5.6 | .391 |     |     |      | 1.9 | 2.3 | .832 |       |        | 1.5 | 0.4  |     |     |     | 0.8 | 6.3 |
|           |      |                | ABA   | 42  |     | 10.1 | 1.9 | 5.0 | .381 | 0.0 | 0.0 | .000 | 2.0 | 2.5 | .810 |       |        | 1.4 | 0.3  |     |     | 0.8 | 0.9 | 5.8 |

##### Desempats
| Temporada | Edat | Equip          | Lliga | P  | MIN | TCA | TC | 3PA | 3P | TLA | TL | R.of. | REB | ASIS | ROB | TAP | PER | FP | PTS | %TC  | %3P | %FT  | MIN  | PTS | REB | AST |
| 1964-65   | 22   | Boston Celtics | NBA   | 4  | 13  | 5   | 12 |     |    | 4   | 5  |       | 1   | 0    |     |     |     | 1  | 14  | .417 |     | .800 | 3.3  | 3.5 | 0.3 | 0.0 |
| 1965-66   | 23   | Boston Celtics | NBA   | 5  | 16  | 7   | 11 |     |    | 3   | 9  |       | 3   | 0    |     |     |     | 2  | 17  | .636 |     | .333 | 3.2  | 3.4 | 0.6 | 0.0 |
| 1967-68   | 25   | Indiana Pacers | ABA   | 3  | 30  | 4   | 15 | 0   | 0  | 5   | 6  |       | 6   | 3    |     |     | 2   | 4  | 13  | .267 |     | .833 | 10.0 | 4.3 | 2.0 | 1.0 |
| Total     |      |                | TOTAL | 12 | 59  | 16  | 38 | 0   | 0  | 12  | 20 |       | 10  | 3    |     |     | 2   | 7  | 44  | .421 |     | .600 | 4.9  | 3.7 | 0.8 | 0.3 |
|           |      |                | NBA   | 9  | 29  | 12  | 23 |     |    | 7   | 14 |       | 4   | 0    |     |     |     | 3  | 31  | .522 |     | .500 | 3.2  | 3.4 | 0.4 | 0.0 |
|           |      |                | ABA   | 3  | 30  | 4   | 15 | 0   | 0  | 5   | 6  |       | 6   | 3    |     |     | 2   | 4  | 13  | .267 |     | .833 | 10.0 | 4.3 | 2.0 | 1.0 |